# Église de la Nativité-de-Notre-Dame de Beauport
Pour les articles homonymes, voir Église de la Nativité.
L’église de la Nativité-de-Notre-Dame de Beauport est une église catholique située dans le quartier du Vieux-Bourg de l'arrondissement de Beauport à Québec, au Québec.

## Histoire

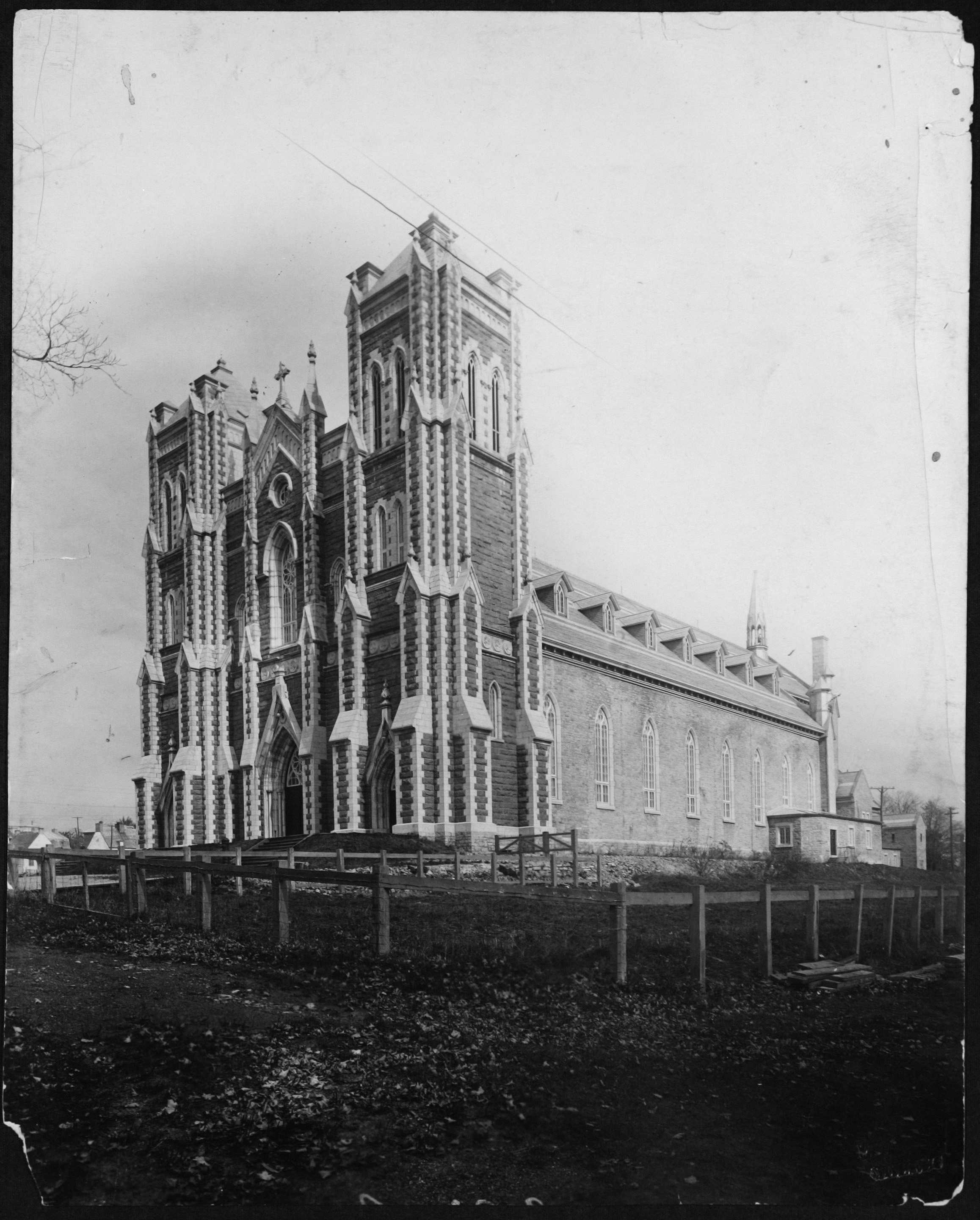
L'église quelque temps après sa construction.

### Les églises précédentes
Le site témoigne d'une présence religieuse depuis les années 1660, afin de desservir les habitants du bourg du Fargy, noyau villageois de la seigneurie de Beauport. D'abord, avec une chapelle, dont l'emplacement exact n'est pas connu. Ensuite, avec une première église, dédiée à Notre-Dame-de-Miséricorde et achevée en décembre 1676. Elle devient le siège d'une nouvelle paroisse, érigée le 3 novembre 1684 par l'évêque François de Laval. Elle fait place dans les années 1720 à une église plus grande. Celle-ci est à son tour démolie en 1849 pour faire place à une troisième église, toujours plus grande, dont les plans sont réalisés par Charles Baillargé. L'édifice est détruit par un incendie le 24 janvier 1890. La quatrième église est construite selon les plans de François-Xavier Berlinguet. Elle affiche un style gothique similaire à celui de l'église Saint-Jean-Baptiste de Québec. Deux ans après la fin de sa construction, le 21 février 1916, l'église est rasée à son tour par le feu. Les registres paroissiaux tenus depuis 1673 disparaissent lors de cet événement.

### Église actuelle
Pour cette cinquième et dernière mouture, l'architecte Georges-Émile Tanguay reproduit à l'identique les plans de la quatrième église, à l'exception des hautes flèches sur les clochers.

## Hommages toponymique
La rue du temple a été nommée pour rendre hommage à cette église. Cette rue porte ce toponyme depuis 1948 dans l'ancienne ville de Beauport et maintenant dans la ville de Québec.  

## Sources
- Répertoire du patrimoine culturel du Québec
- Inventaire des lieux de culte du Québec - Église La Nativité de Notre-Dame
- Vues anciennes de Québec - L'église de Notre-Dame-de-la-Nativité de Beauport